# Середньочеський кубок з футболу 1940
Середньочеський кубок 1940 (чеськ. Stredoceský Pohár 1940) — двадцять перший розіграш футбольного кубку Середньої Чехії. Змагання були відновлені після дворічної перерви. Переможцем змагань вчетверте став клуб «Вікторія» (Жижков), щоправда, часто результат цих змагань вважається анульованим через незадовільну поведінку гравців обох команд у фінальному матчі. Того ж року в країні паралельно почав проводитись Кубок Чехії.

## Результати матчів
1/4 фіналу
- «Славія» (Прага) — «Метеор-VIII» (Прага) — 6:1
- «Вікторія» (Жижков) — «Богеміанс» — 3:1[1]

1/2 фіналу
- 18.06.1940. «Спарта» (Прага) — «Славія» (Прага) — 2:1 (0:1) (Ржига, Сенецький — Біцан)[2]
  - Спарта: Вехет, Бургр, Штумпф, Коштялек, Боучек, Кольський, Ржига, Сенецький, Лудль, Неєдлий, Пройс
  - Славія: Дершак, Боушка, Черний, Пруха, Ножирж, Єзбера, Вацек, Шимунек, Біцан, Копецький, Дершак
- 19.06.1940. «Вікторія» (Жижков) — «Кладно» — 3:2 (Брадач, 5, 41, Заїчек, 85 — Й.Юнек, 10, Лішка, 58)[1][3]
  - Вікторія: Краус, Стрейчек, Чех, Моурек, Рандак, Чігак, Глоушек, Брадач, Пруха, Заїчек, Кайзер
  - Кладно: Біскуп, Шмейкал, Кусала, Ф.Рашплічка, Восатка, Новий, Ліщка, Клоз, Зайдль, Й.Юнек, В.Рашплічка

## Фінал
| 21.06.1940 |

| «Вікторія» (Жижков)                           | 5 — 3 | «Спарта» (Прага)                         |
| --------------------------------------------- | ----- | ---------------------------------------- |
| Кржиштял 8' 41' 81' Кайзер 10' 11' Чех Рандак | звіт  | 13' Ржига 60' Лудль 71' (пен.) Кольський |

| Глядачів: 6000 Арбітр: Малковський |

«Вікторія»: Краус, Стрейчек, Чех, Моурек (к), Рандак, Вотруба, Кржиштял, Брадац, Пруша, Заїчек, Кайзер
«Спарта»: Вехет, Бургр (к), Штумпф, Коштялек, Боучек, Кольський, Ржига, Сенецький, Лудль, Земан, Пройс
«Вікторія» не отримала приз через сутички між гравцями і нападки на суддю в фінальному матчі . В багатьох джерелах результат змагань вважається анульованим. Ряд гравців отримали дискваліфікації, зокрема, в складі «Вікторії» дискваліфіковані були Чех (на чотири місяці. Він був вилучений з поля за образу судді) і Рандак (один місяць), а капітан Моурек отримав догану. В складі «Спарти» дискваліфікували на один місяць Бургра і Лудля.